# Катерина Жидачевська
Катерина Жидачевська (рум. Kateryna Żydaczewśka; нар. 26 травня 1993) — румунська борчиня вільного стилю, бронзова призерка чемпіонату Європи.

## Життєпис
Боротьбою почала займатися з 2004 року.
Виступає за спортивний клуб «Стяуа» Бухарест. Тренер — Микола Стоянов (з 2016).

## Спортивні результати на міжнародних змаганнях

### Виступи на Чемпіонатах світу
| Змагання                        | Збірна  | Вагова категорія          | Місце |
| ------------------------------- | ------- | ------------------------- | ----- |
| Чемпіонат світу з боротьби 2016 | Румунія | жіноча боротьба, до 60 кг | 12    |
| Чемпіонат світу з боротьби 2018 | Румунія | жіноча боротьба, до 57 кг | 5     |
| Чемпіонат світу з боротьби 2019 | Румунія | жіноча боротьба, до 59 кг | 15    |
| Чемпіонат світу з боротьби 2023 | Румунія | жіноча боротьба, до 57 кг | 25    |

### Виступи на Чемпіонатах Європи
| Змагання                         | Збірна  | Вагова категорія          | Місце  |
| -------------------------------- | ------- | ------------------------- | ------ |
| Чемпіонат Європи з боротьби 2017 | Румунія | жіноча боротьба, до 58 кг | 13     |
| Чемпіонат Європи з боротьби 2018 | Румунія | жіноча боротьба, до 57 кг | 9      |
| Чемпіонат Європи з боротьби 2019 | Румунія | жіноча боротьба, до 59 кг | 8      |
| Чемпіонат Європи з боротьби 2021 | Румунія | жіноча боротьба, до 59 кг | Бронза |
| Чемпіонат Європи з боротьби 2022 | Румунія | жіноча боротьба, до 57 кг | 7      |
| Чемпіонат Європи з боротьби 2024 | Румунія | жіноча боротьба, до 59 кг | 5      |

### Виступи на Кубках світу
| Змагання                    | Збірна  | Вагова категорія | Місце |
| --------------------------- | ------- | ---------------- | ----- |
| Кубок світу з боротьби 2018 | Румунія | команда          | 7     |

### Виступи на Франкомовних іграх
| Змагання              | Збірна  | Вагова категорія          | Місце  |
| --------------------- | ------- | ------------------------- | ------ |
| Франкомовні ігри 2023 | Румунія | жіноча боротьба, до 59 кг | Срібло |

### Виступи на інших змаганнях
| Змагання                                                       | Збірна  | Вагова категорія          | Місце  |
| -------------------------------------------------------------- | ------- | ------------------------- | ------ |
| Олімпійський кваліфікаційний турнір з боротьби 2016 (Стамбул)  | Румунія | жіноча боротьба, до 58 кг | Бронза |
| Турнір міста Сассарі з боротьби 2016                           | Румунія | жіноча боротьба, до 58 кг | Бронза |
| Кубок Європейських націй з боротьби 2016                       | Румунія | команда                   | 4      |
| Турнір Дана Колова — Николи Петрова 2017                       | Румунія | жіноча боротьба, до 58 кг | 11     |
| Меморіал Іона Корнеану і Ладислава Сімона 2017                 | Румунія | жіноча боротьба, до 58 кг | Золото |
| Кубок Алроси 2017                                              | Румунія | команда                   | Срібло |
| Henri Deglane Challenge 2017                                   | Румунія | жіноча боротьба, до 58 кг | Срібло |
| Klippan Lady Open 2018                                         | Румунія | жіноча боротьба, до 59 кг | 5      |
| Відкритий чемпіонат Китаю з боротьби 2018                      | Румунія | жіноча боротьба, до 57 кг | 5      |
| Відкритий чемпіонат Польщі з боротьби 2018                     | Румунія | жіноча боротьба, до 57 кг | 10     |
| Меморіал Іона Корнеану і Ладислава Сімона 2018                 | Румунія | жіноча боротьба, до 57 кг | Бронза |
| Pro Wrestling League 2019                                      | Румунія | команда                   | Бронза |
| Klippan Lady Open 2019                                         | Румунія | жіноча боротьба, до 59 кг | 5      |
| Турнір Дана Колова — Николи Петрова 2019                       | Румунія | жіноча боротьба, до 57 кг | 12     |
| Турнір Яшара Догу 2019                                         | Румунія | жіноча боротьба, до 59 кг | 7      |
| Меморіал Іона Корнеану і Ладислава Сімона 2019                 | Румунія | жіноча боротьба, до 62 кг | Бронза |
| Чемпіонат Румунії з боротьби 2020                              | Румунія | жіноча боротьба, до 59 кг | Золото |
| Київський Міжнародний турнір з боротьби 2021                   | Румунія | жіноча боротьба, до 57 кг | 14     |
| Олімпійський кваліфікаційний турнір з боротьби 2020 (Будапешт) | Румунія | жіноча боротьба, до 57 кг | 8      |
| Олімпійський кваліфікаційний турнір з боротьби 2020 (Софія)    | Румунія | жіноча боротьба, до 57 кг | 14     |
| Турнір Яшара Догу 2022                                         | Румунія | жіноча боротьба, до 59 кг | 5      |
| Меморіал Маттео Пелліконе 2022                                 | Румунія | жіноча боротьба, до 59 кг | 9      |
| Олімпійський кваліфікаційний турнір з боротьби 2024 (Баку)     | Румунія | жіноча боротьба, до 57 кг | 8      |
| Олімпійський кваліфікаційний турнір з боротьби 2024 (Стамбул)  | Румунія | жіноча боротьба, до 57 кг | 14     |